# Vital Lative
Vital (Charles) Lative, né en 1819 et mort le 27 novembre 1889 à Pigeon (Bouillante), est un esclave et homme politique français qui deviendra maire de Bouillante en 1851 et le restera jusqu'en 1874.
Il est considéré comme un symbole de la promotion sociale.

## Biographie
Vital Lative est le fils de Catherine Almaïde Proxilène, une affranchie. Esclave appartenant à Durand de Surmont, son nom patronymique est l'anagramme de son prénom officiel. Charpentier, il demande son affranchissement le 7 février 1845,.
Le 15 février 1850, aux premières élections municipales au suffrage universel à Bouillante, Eucher Paris-Desjordon est élu maire, mais il décide d'abandonner la commune et de s'installer à Pointe-à-Pitre. Vital Lative, charpentier reconnu dans sa commune par les notables, sans doute pour mettre fin à des hostilités venues des nouveaux libres, est choisi par le Second Empire, comme maire par intérim le 6 juin 1851. Une lettre ministérielle du 22 janvier 1852 dissout le conseil municipal et le 31 août 1852, une commission provisoire est organisée avec à sa tête comme président Vital Lative. La commission est installée officiellement le 3 octobre 1852. Vital Lative restera maire de Bouillante jusqu'au 24 décembre 1874. En 1857, il remplace Jean-Pierre Pineau dit Tréville, décédé, au collège des assesseurs de l'arrondissement de Basse-Terre.
En 1865, il doit gérer deux évènements importants, un ouragan et une pandémie. Le 6 septembre 1865, l'ouragan détruit les voies de communication de Bouillante et la rivière Bourceau déborde et saccage plusieurs habitations dont la sienne. Vital Lative commence à peine de remettre en état les voies de communication de Bouillante qu'il apprend qu'une pandémie de choléra fait rage dans plusieurs villes. La pandémie s’abat sur Bouillante quelques mois plus tard malgré ses mesures de prévention. Avec peu de moyens matériels et un seul médecin pour trois communes, la peur s'installe dans la ville. Lative demande l'aide des autorités de Basse-Terre, met des moyens radicaux comme brûler tout objet en contact avec la victime et interdit toute festivité pour enrayer la maladie. L'épidémie qui a fait  230 décès sur 3 079 habitants s'arrête officiellement le 30 avril 1866. 
En octobre 1873, au début de la Troisième République, il choisit, lors d'une rébellions des habitants de la commune, de les soutenir contre les forces de l'ordre ce qui lui vaut une suspension de trois mois,. Le débat ne tarde pas à être vu comme une lutte blancs contre noirs par les représentants de l'autorité de la Troisième République. Le 24 décembre 1874, il est révoqué purement et simplement car déclaré comme opposant politique au régime. Vital Lative cherche alors à se disculper d'accusations diverses, mais les registres de délibérations disparaissent...
Victor Schoelcher écrit à son sujet en 1875 : « M. Lative était maire de cette commune depuis vingt ans. Il a toujours rempli ses fonctions avec sagesse, avec équité... »
En 1881, il revient à la politique et devient adjoint au maire. Lative est membre de la commission administrative des établissements de bienfaisance de Bouillante jusqu'à sa mort et sera remplacé par François Dahomais. Il meurt à Pigeon, un hameau de Bouillante le 27  novembre  1889.

### Famille
Vivant avec Fragile Pharué dont il a deux enfants non reconnus, il reconnaît le troisième, Wilfrid André le 3 décembre 1846 et épouse Fragile le 18 février 1851. Il légitime à ce moment-là leurs autres enfants. Veuf, il épouse le 18 juin 1866 Marie Cécile Lilia Gosse à Pointe-Noire avec qui il aura un enfant du nom de Marie Vital Engelbert.